# Camille Pic
Pour les articles homonymes, voir Pic.
Camille Pic, né le 5 décembre 1876 et mort le 26 décembre 1951, est un évêque catholique français. Il est évêque de Gap entre 1928 et 1932 et de Valence de 1932 à 1952.

## Biographie
Lorsqu'il est évêque de Valence, il inaugure le débuts des travaux de l'église Notre-Dame-de-Lourdes de Romans. Le samedi 18 décembre 1937, il ordonne diacre l'abbé Pierre.